# Hermann Friedrich Teichmeyer
Hermann Friedrich Teichmeyer (Hannoversch Münden, 30 aprile 1685 – Jena, 5 febbraio 1746) è stato un medico e botanico tedesco.
È stato il suocero di Albrecht von Haller (1708–1777) e di Johann Andreas von Segner. 
Il genere botanico Teichmeyeria (Scop., 1777) sembra che prenda nome da lui, anche se le informazioni in proposito sono carenti.
È considerato sinonimo del genus Gustavia.
Teichmeyer è stato professore di fisica sperimentale, medicina e botanica all'Università di Jena. È stato un pioniere di medicina forense. È ricordato per la sua pubblicazione del 1723 intitolata  Institutiones medicinae legalis vel forensis, un'importante manuale di medicina forense, in seguito tradotto in tedesco.